# Папаниколау, Яннис
Яннис Папаниколау (греч. Γιάννης Παπανικολάου; род. 18 ноября 1998, Амарусион, Аттика) — греческий футболист, полузащитник клуба «Ракув» и сборной Греции.

## Клубная карьера
Папаниколау — воспитанник клубов АЕК и «Платаньяс». 23 апреля 2017 года в матче против ПАОКа он дебютировал в греческой Суперлиге в составе последнего. 5 ноября в поединке против «Олимпиакоса» Яннис забил свой первый гол за «Платаньяс». В 2018 году клуб вылетел из элиты, но игрок остался в команде. 
Летом 2019 года Папаниколау перешёл в «Паниониос». 15 сентября в матче против «Лариссы» он дебютировал за новую команду. 4 декабря в поединке Кубка Греции против волосского «Олимпиакоса» Яннис забил свой первый гол за «Паниониос». 
Летом 2020 года Папаниколау перешёл в польский «Ракув». 22 августа матче против «Легии» он дебютировал в польской Эсктраклассе. 12 февраля 2022 года в поединке против «Радомяка» Яннис забил свой первый гол за «Ракув». В 2023 году он помог клубу выиграть чемпионат и завоевать Кубок Польши.

## Международная карьера
9 июня 2022 года в матче Лиги Наций против сборной Кипра Папаниколау дебютировал за сборную Греции. 

## Достижения
Клубные
 «Ракув»
- Победитель польской Экстраклассы (1) — 2022/2023
- Обладатель Кубка Польши (2) — 2020/2021, 2021/2022
- Обладатель Суперкубка Польши (2) — 2021, 2022